# ستيفن وارد دوبلداي
ستيفن وارد دوبلداي (بالإنجليزية: Stephen Ward Doubleday)‏ هو مصرفي أمريكي، ولد في 6 يناير 1845، وتوفي في 27 سبتمبر 1926.